# ポン＝サン＝マルタン (フランス)
ポン＝サン＝マルタン （Pont-Saint-Martin）は、フランス、ペイ・ド・ラ・ロワール地域圏、ロワール＝アトランティック県のコミューン。

## 地理

県内におけるポン＝サン＝マルタンの位置

ポン＝サン＝マルタンは歴史的なブルターニュの一部であり、伝統的な地方区分ではペイ・ド・レ、歴史的な地方区分ではペイ・ナンテに属する。
町はオニョン川が流れており、グラン・リュー湖の北東に位置する。ナントの13km南、サン＝フィルベール＝ド＝グラン＝リューの12km北にある。
2010年にINSEEがまとめた順位表によれば、ポン＝サン＝マルタンは都市圏に含まれる都市型コミューンである。ナント都市単位を構成する、ナントのバンリューである24のコミューンの1つであり、ナント都市圏の一部である。
境界を接するコミューンは、ブゲネ、ルゼ、レ・ソリニエール、ル・ビニョン、ラ・シュヴロリエール、そしてサンテニャン＝グランリューである。

## 由来
ポン＝サン＝マルタンの名は、ヴェルトゥーの聖マルティヌスという修道士の伝説からきている。彼はブルターニュとバ・ポワトゥーを結ぶ橋を、ポン＝サン＝マルタンのオニョン川に架けたのである。この伝説はコミューンの紋章に描かれている。

## 歴史

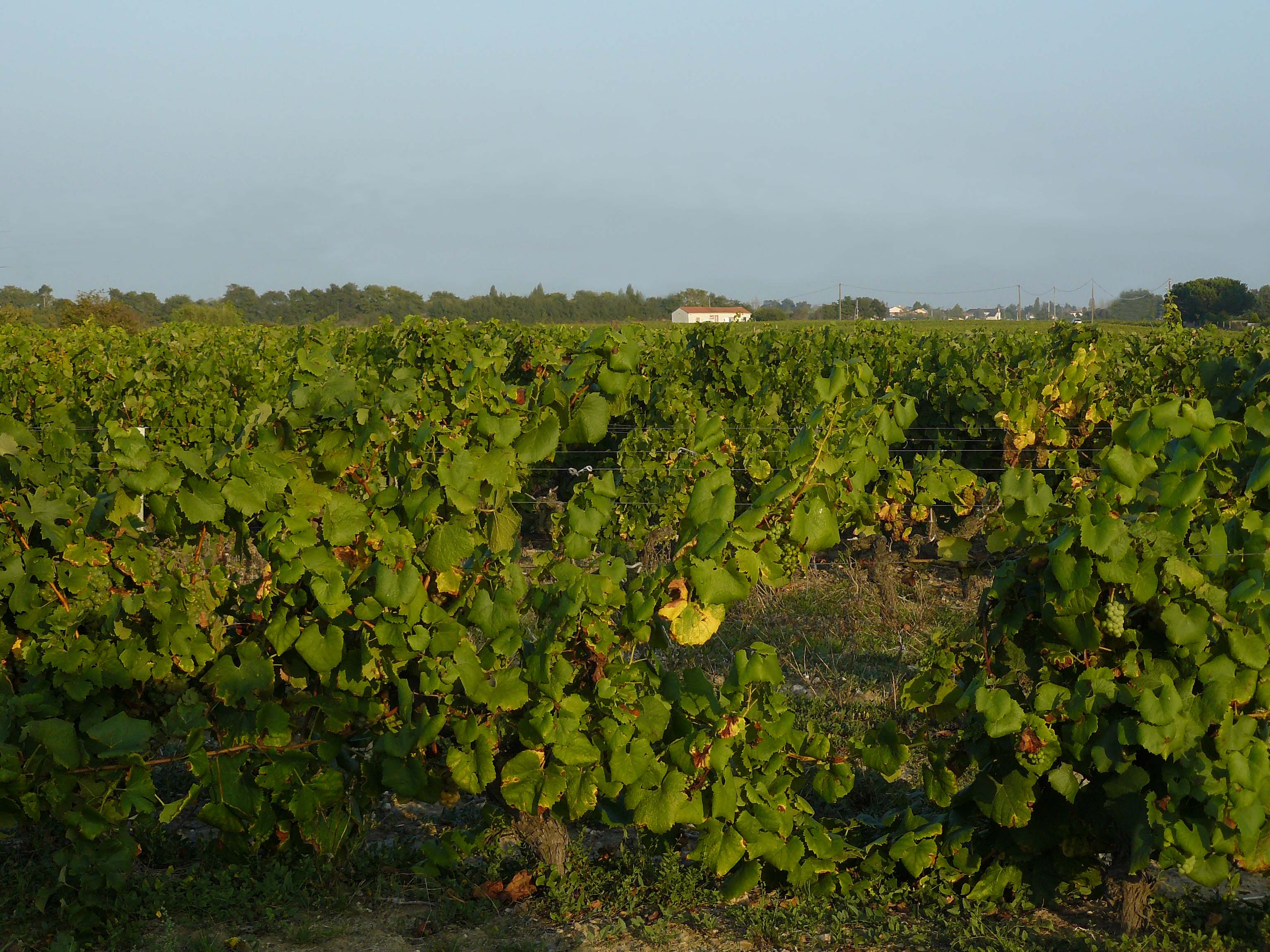
コトー・デルボージュのブドウ畑

特定の場所の地名は、ローマ人の存在を示している。コミューンの中にはカン・リュイネ（Camp ruiné、廃れた駐留地）または、ル・カン・デ・ロマン（le Camp des Romains、ローマ人の駐留地）といった地名がある。
ポン＝サン＝マルタンはヴァンデ戦争に巻き込まれた。住民の18%が戦争で命を落とし、住宅も破壊された。
1832年のブルボン王党派反乱でナントを訪れていたベリー公爵夫人は、ポン＝サン＝マルタンの農家に隠れているところを発見された。
1865年5月、ポン＝サン＝マルタンからレ・ソリニエールが分離して新たにコミューンとなった。

## 人口統計
| 1962年 | 1968年 | 1975年 | 1982年 | 1990年 | 1999年 | 2006年 | 2012年 |
| ------ | ------ | ------ | ------ | ------ | ------ | ------ | ------ |
| 1932   | 2134   | 2690   | 3320   | 3835   | 4756   | 5373   | 5658   |

source=1999年までLdh/EHESS/Cassini、2004年以降INSEE

## 経済
ミュスカデの生産を含む、ワイン生産が行われる。園芸農業も重要な経済活動である。

## 姉妹都市
- ポン＝サン＝マルタン (イタリア)、イタリア
- ブロッケンハースト、イギリス[7]